# Distretto di Phonxay
Il distretto di Phonxay è uno degli undici distretti (mueang) della provincia di Luang Prabang, nel Laos.